# Differoforis montrouzieri
Differoforis montrouzieri is een slakkensoort uit de familie van de Triphoridae. De wetenschappelijke naam van de soort is voor het eerst geldig gepubliceerd in 1897 door Hervier.